# Зоркино (Саратовская область)
Зоркино — село в Марксовском районе Саратовской области, административный центр Зоркинского сельского поселения, бывшая колония Цюрих (нем. Zürich) поволжских немцев.

## География
Зоркино расположено на левом берегу Волги, в 113 километрах к северо-востоку от областного центра Саратова и в 37 километрах к северу от районного центра Маркса. Изначально поселение было основано у реки Малый Караман, но затем было перенесено ближе к Волге (в настоящее время расстояние до берега — около 3 километров). Через Зоркино проходит региональная трасса Р226, с районным центром село связано рейсовым автобусом.

## Население
| 2002 | 2010 |
| ---- | ---- |
| 684  | ↗726 |

## История
Поселение было основано немецкими колонистами из Гессена, Саксонии и Нассау в 1768 году на Малом Карамане, но из-за мест непригодных для хлебопашества — «песчаных и солонцеватых», и из-за «пахучей и стоячей» воды в Малом Карамане, колония была перенесена на Волгу в 1770-х годах. Своё название колония получила в честь швейцарского кантона Цюрих. По фамилии своего первого форштегера — оружейника из Суля Иоганна Пауля Эккерта, — колония ещё носила название Эккерт (нем. Eckert). Население Цюриха к началу Первой мировой войны достигло 5000 жителей, преимущественно немецкого происхождения. Основными занятиями поселенцев были сельское хозяйство (зерновые, бахчевые, табак) и, в зимнее время, столярное и кузнечное ремесло, соломоплетение. В селе имелось 12 ветряных мельниц (1898), кирпичная двухэтажная школа (1903), аптека (1910) и построенная в 1877 году каменная лютеранская кирха. В 1915 году село было переименовано в Зоркино, но советская власть вернула первоначальное название Цюрих в 1918 году с созданием Трудовой коммуны немцев Поволжья. С 1918 года село было приписано к Марксштадтскому кантону Автономной области немцев Поволжья (до этого относилось к Баратаевской волости Николаевского уезда Самарской губернии) и образовало Цюрихский сельсовет. С 1935 года по 1941 год Цюрих входил в Унтервальденский кантон АССР немцев Поволжья. После депортации населения 9 сентября 1941 года в селе осталось два человека. В мае 1942 года Цюрих был уже окончательно переименован в Зоркино.
В настоящее время число жителей Зоркино 726 человек (2010). После депортации 1941 год немецкое население практически отсутствует.

### Достопримечательности
Старые колонистские дома с четырёхскатными (вальмовыми) крышами, дом бывшего пастора, амбулатория (1903), больница (1903), старая школа (1903) и церковь Иисуса Христа (1877).

#### Церковь Иисуса Христа в Зоркино (Цюрихе)
Первая деревянная церковь в селе была уничтожена пожаром в 1871 году, возникшим в результате удара молнии. На её месте была возведена в 1877 году каменная кирха в неороманском стиле с 48-метровой башней с четырьмя часами, органом и вместительностью до 900 человек по проекту известного берлинского зодчего Иоганна Эдуарда Якобсталя. В 1930-е годы церковь была закрыта и впоследствии использовалась как склад и клуб, также как кинотеатр. Лютеранская кирха в Зоркино является одной из немногих в регионе, которая не была снесена в годы советской власти и в сравнительно неплохом состоянии сохранилась до наших дней. Однако в 1992 году (по другим данным в 1994 году) в здании произошёл пожар, после чего кирха была заброшена.
С лета 2013 по сентябрь 2015 год силами частной компании, возглавляемой потомком выходцев из немецкого Поволжья Карлом Лоором, велось восстановление церкви. Торжественные мероприятия по случаю открытия церкви произошли 3 октября 2015 года.

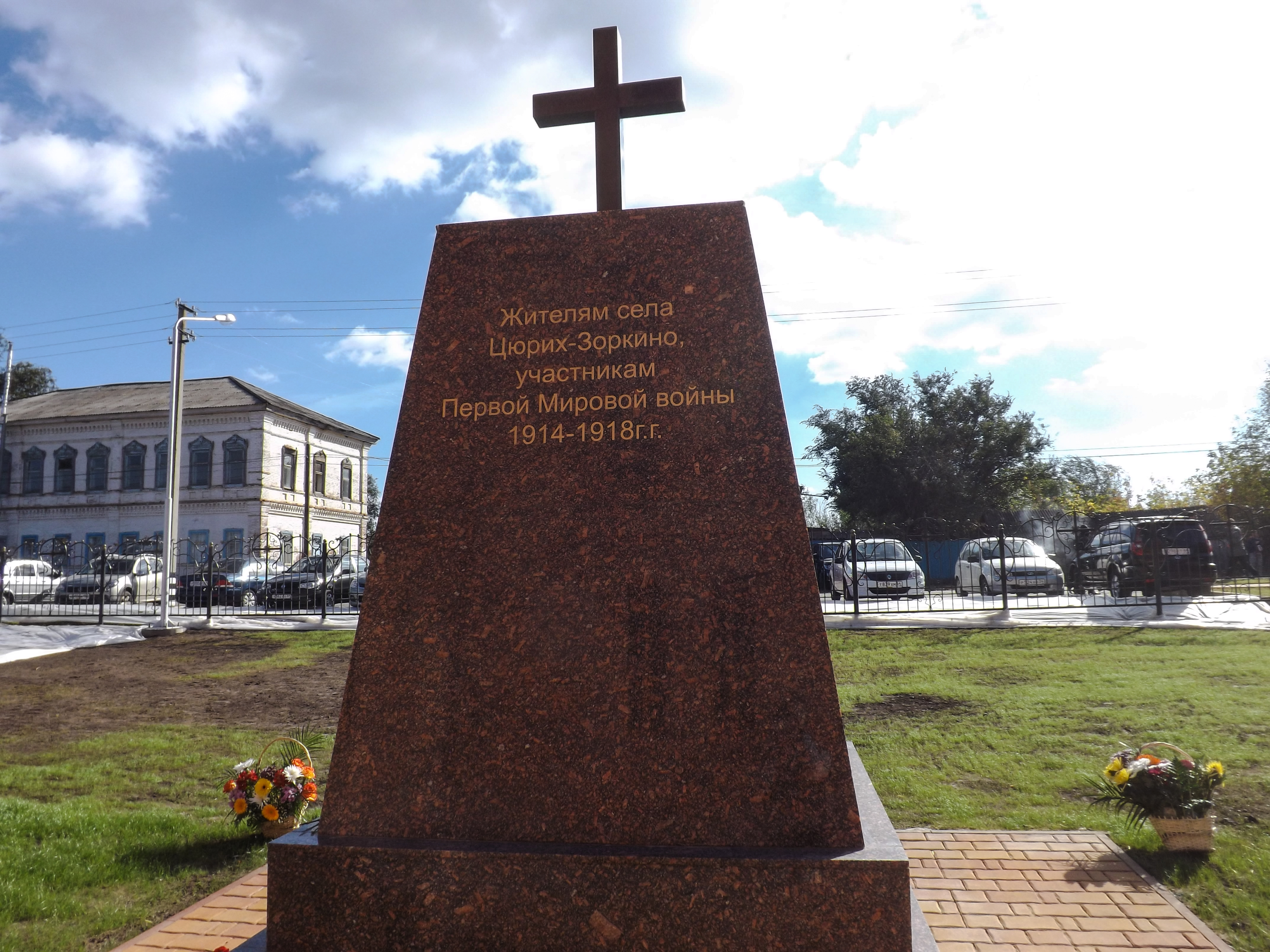
Памятник «Жителям села Цюрих-Зоркино — участникам Первой мировой войны 1914—1918 гг.»

Также 3 октября 2015 года был открыт памятник «Жителям села Цюрих-Зоркино — участникам Первой мировой войны 1914—1918 гг.» Этот памятник стал вторым из подобных на территории Саратовской области.

### Знаменитые жители села[6]
- Иоганнес Грефенштейн — художник.
- Иоганнес Цахеусович Зоммер — художник и скульптор.
- Александр Ефимович Котомкин — «гусляр, военный и поэт».
- Готлиб Яковлевич Райт — хирург из Сталинграда.
- Давид Давидович Шмидт — историк.